# Avenue Erlanger
Ne doit pas être confondu avec Rue Erlanger ou Villa Erlanger.
Pour les articles homonymes, voir Erlanger.
L'avenue Erlanger est une voie privée du 16e arrondissement de Paris, en France.

## Situation et accès
L'avenue Erlanger est une voie privée située dans le 16e arrondissement de Paris. Elle débute au 5, rue Erlanger et se termine en impasse.

## Origine du nom

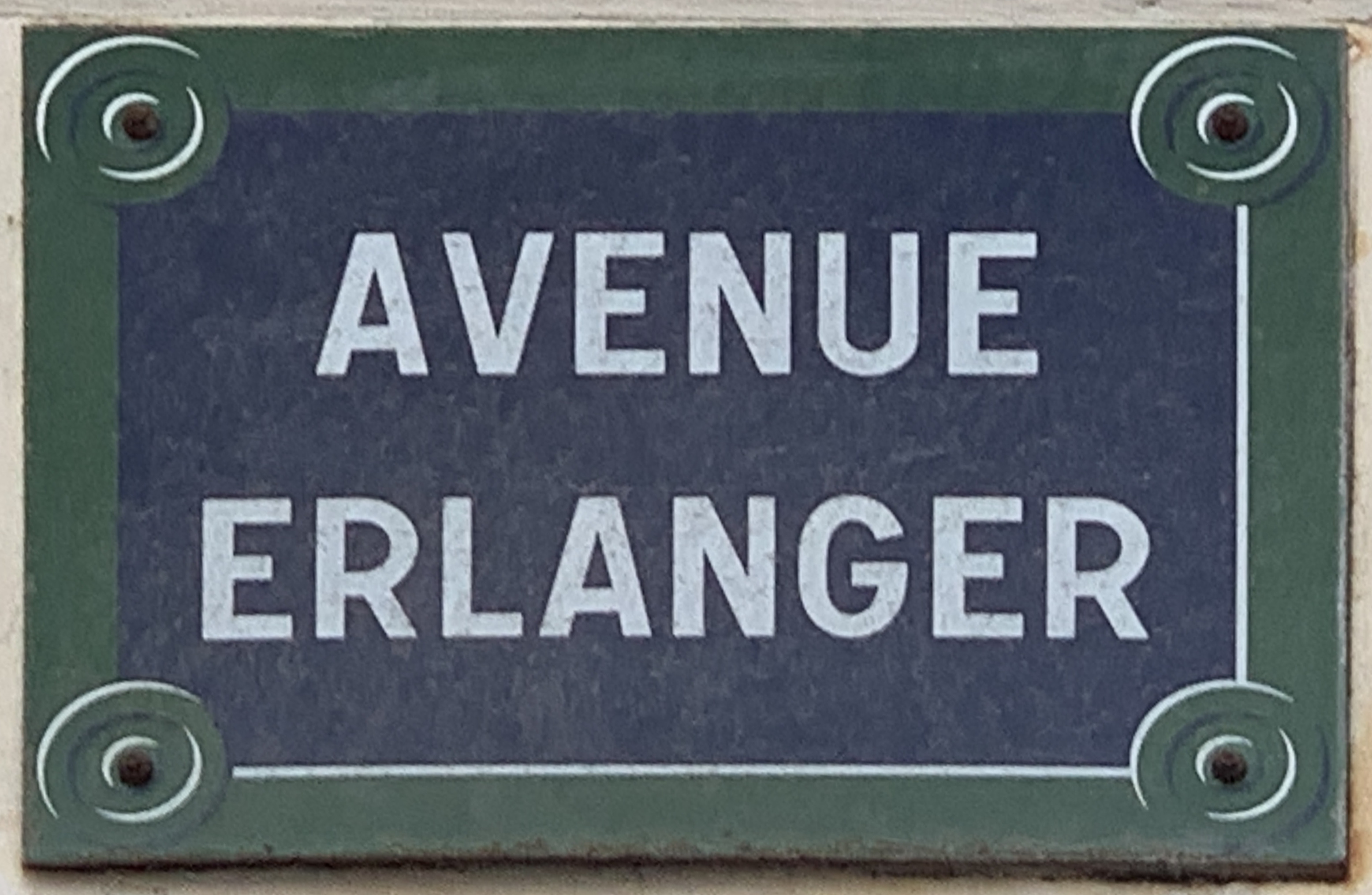
Plaque de l'avenue.

Cette voie est nommée d'après le banquier allemand Émile d'Erlanger (Francfort-sur-le-Main, 19 juin 1832 – Versailles, 22 mai 1911), propriétaire des terrains sur lesquels elle a été ouverte. Elle doit son nom à la rue Erlanger voisine.

## Historique
Cette voie privée est ouverte sous sa dénomination actuelle en 1908 et est fermée à la circulation publique par un arrêté du 9 février 2006.